# Clayton Conservani
Clayton Eduardo Conservani (Resende, 19 de abril de 1966) é um jornalista brasileiro.

## Biografia
Conservani graduou-se em jornalismo pela Faculdade da Cidade (UniverCidade) no ano de 1991. Após a conclusão da graduação, passou por agências de publicidade e iniciou seus trabalhos na TV Lagos, afiliada da Rede Globo.
Em 1993, mudou-se para Sorocaba, interior do estado de São Paulo, onde tornou-se editor do noticiário local da cidade pela TV Aliança Paulista. Em 1996, foi contratado como repórter do Esporte Espetacular, onde chegou a dividir a bancada do programa com Glenda Kozlowski e Léo Batista.
Suas reportagens sempre envolveram esportes radicais, como mountain bike, bungee jumping, além de matérias sobre maratonas e stock car. Em 2005, escalou o Monte Everest, para o esporte espetacular. No ano de 2009 começou o quadro "Esporte extremo" no Esporte Espetacular onde fazia matérias sobre esportes radicais. O quadro mudou de nome para "Planeta Extremo" e passou a ser exibido no Fantástico em conjunto com a jornalista Carol Barcellos. O quadro foi indicado ao Emmy Internacional de 2012 na categoria "programa sem roteiro". O quadro virou um programa próprio que ia ao ar de domingo a noite na Rede Globo. Tornou-se também palestrante.
Após o encerramento do programa, Clayton voltou a ser repórter do Esporte Espetacular.

## Filmografia
| Ano             | Programa                      | Notas                              |
| --------------- | ----------------------------- | ---------------------------------- |
| 1996 - presente | Esporte Espetacular           | Apresentador, repórter             |
| 2011 - 2015     | Fantástico                    | Repórter                           |
| 2015 - 2016     | Planeta Extremo               | Apresentador                       |
| 2021            | Zig Zag Arena                 | Episódio de 12 de dezembro de 2021 |
| 2022            | Que História É Essa, Porchat? | Episódio de 18 de outubro de 2022  |

## Vida pessoal
Conservani é casado e possui uma filha.